# Otto Palby
Otto Mikael Bülow Palby (26. juli 1891 i på Nørrebro i København – 24. august 1947 i København) var en dansk fodboldspiller. 
I sin klubkarriere spillede Palby venstre wing i 85 kampe og scorede 29 mål for B.93 i perioden 1911-1921 og var også med på det hold som vandt det første DM til klubben 1916. 
Palby spillede to kamp i landsholdet. Debuten var i en venskabskamp mod Norge 1917 i Idrætsparken som Danmark vandt 8-0. Den anden kamp var mod Sverige ligeledes i Idrætsparken; her blev han udskiftet efter 33 min på grund af skade.
Otto Palby var sergent i Artilleriet. Efter soldatertiden blev han kasserer i Invalideforsikringsselskabet.